# Joan de Matera
Joan de Matera, nom seglar Giovanni Scalcione (Matera, c. 1070 - Foggia, 20 de juny de 1139) fou un monjo italià, fundador de l'Orde de Pulsano. És venerat com a sant per l'Església catòlica.

## Biografia
Giovanni Scalcione va néixer a Matera cap al 1070 en el si d'una família noble rica, molt cristiana. L'exemple dels nombrosos eremites que vivien a muntanyes del sud, dels monjos basilians i la presència d'Urbà II a Matera, en 1093, van desvetllar en el jove el desig d'apartar-se del món i fer vida eremítica: va deixar casa seva; segons la tradició, va bescanviar les seves robes amb les d'un mendicant, i marxà a Tàrent, on treballà pasturant els ramats dels monjos basilians d'Isola di San Pietro. Cercant Déu i va voltar per terres de Calàbria, Sicília, Pulla i visqué un temps a Ginosa, prop de Tàrent. Vivia en ermites o coves, sol i amb la màxima austeritat. A Ginosa començà a predicar i va promoure la restauració de l'església, que es convertí en el nucli d'un convent. Acusat falsament, fou empresonat i més tard alliberat, marxant llavors a Monte Laceno, a les muntanyes d'Irpinia, i al Monte Cognato (Basilicata), on trobà sant Guillem de Vercelli, però aviat tornà a marxar-ne.
A Bari fou acusat d'heretge, per l'austeritat que predicava, i fou salvat pel príncep normand Grimoaldo Alfaranita, que l'alliberà i el deixà anar on volgués. Va tornar a Ginosa i, el 1129, va arribar a San Michele Arcangelo, al Monte Sant'Angelo de Gargano (província de Foggia). En 1130, a l'antic monestir de San Gregorio di Pulsano, que va reconstruir, va fundar una congregació monàstica a la qual donà la Regla de Sant Benet, seguida amb el màxim rigor; en poc temps, la comunitat ja tenia cinquanta monjos. En va ésser l'abat durant deu anys.
Va morir a Foggia (Pulla), on havia anat per difondre la congregació, el 20 de juny de 1139.

## Veneració
Fou canonitzat pel papa Alexandre III el 1177. La seva casa natal, als Sassi di Matera, es transformà en església rupestre, i fou anomenada Purgatori Vell. La seva despulla (els Sacra Ossa, o "sants ossos") es venera a la Catedral de Matera des de 1939, en una urna d'argent. Primer va ésser enterrat al monestir de Pulsano, i el 1830 es va traslladar a una església de Matera.

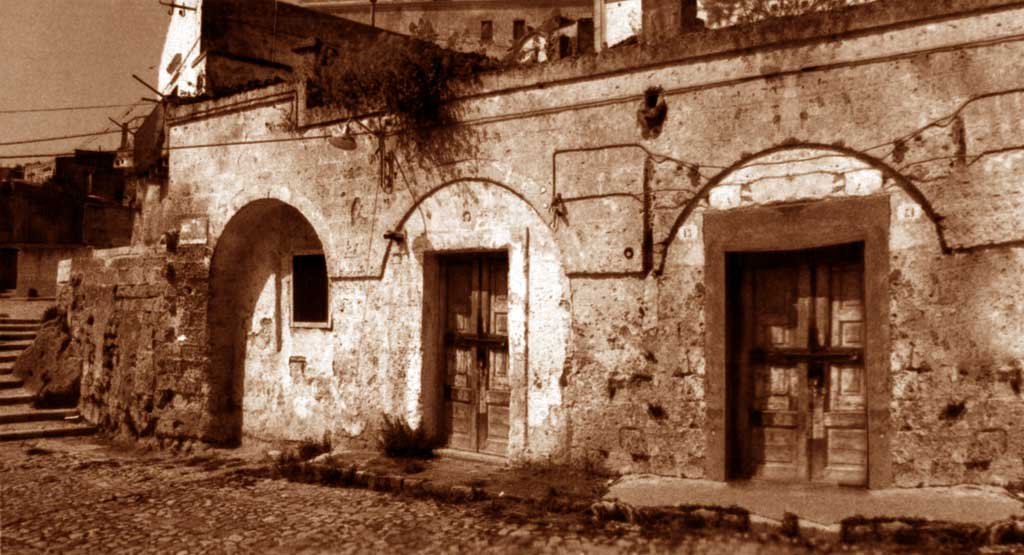
Purgatorio Vecchio, edificat sobre la casa natal del sant
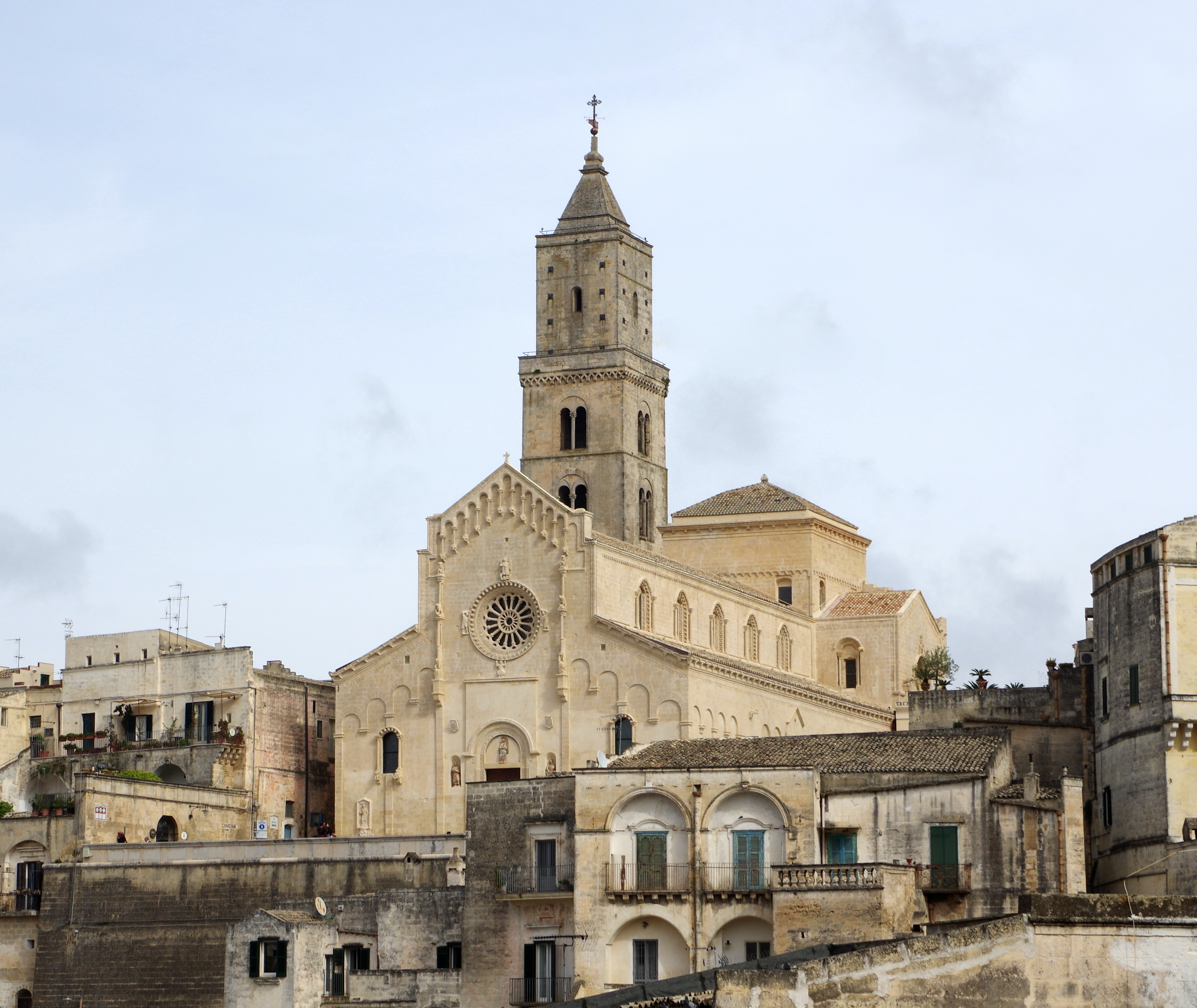
Catedral de Matera
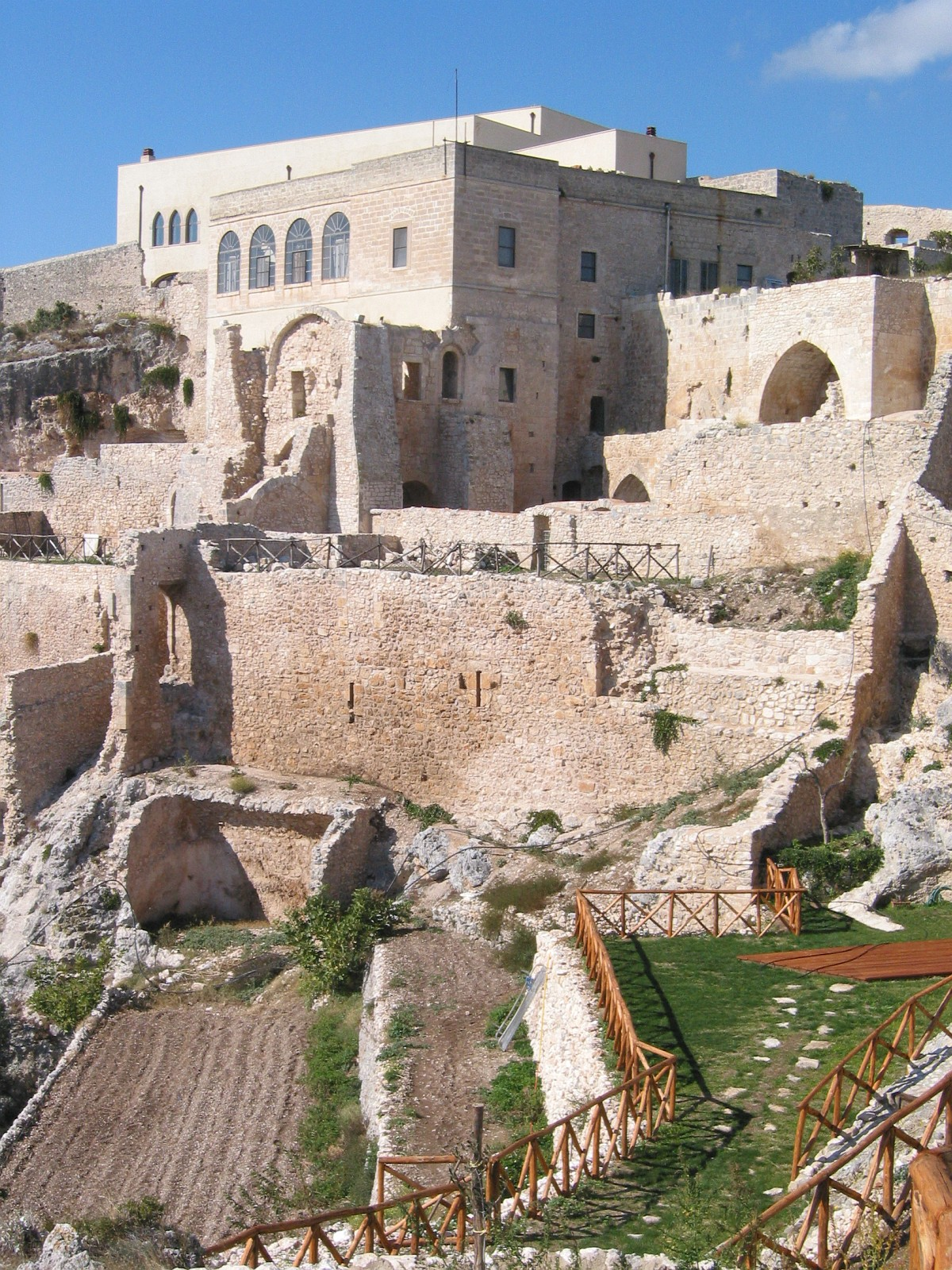
Monestir de Pulsano